# Чернешти (Ботошани)
Чернешти (рум. Cernești) насеље је у Румунији у округу Ботошани у општини Тодирени. Oпштина се налази на надморској висини од 76 m.

## Становништво
Према подацима из 2002. године у насељу је живело 724 становника, од којих су сви румунске националности.